# Agenzia europea dell'ambiente
L'Agenzia europea dell'ambiente (EEA) è un organismo della UE che si dedica alla fondazione di una rete di monitoraggio per controllare le condizioni ambientali europee. È governata da un tavolo di amministrazione composto dai rappresentanti dei governi degli stati membri, un rappresentante della Commissione europea e due scienziati designati dal Parlamento europeo; inoltre è assistito da un comitato di scienziati.

## Caratteristiche
È stata istituita dalla direttiva 1210/1990 della CEE ed nominata dalla direttiva CEE 933/1999; divenne operativa nel 1994. La sua sede è a Copenaghen.
Gli stati membri dell'Unione europea sono automaticamente membri dell'agenzia; comunque il consiglio di controllo ha stabilito anche altri stati possono diventare membri attraverso accordi stretti tra loro e la Comunità Europea.
Nel febbraio del 2007 aveva 32 membri:
- i 27 stati membri dell'UE
- i 3 stati membri dello Spazio economico europeo: Islanda, Norvegia e Liechtenstein
- una nazione candidata: la Turchia
- la Svizzera dal 1º aprile 2006

Nel 2022 l'AEA dispone di una dotazione finanziaria di circa 56 milioni di EUR e di un organico di 256 persone.

## Pubblicazioni
L'agenzia pubblica annualmente un report delle provincie più inquinate d'Europa per la qualità dell'aria, fornendo il dettaglio del particolato fine PM 2.5.